# 戈采代爾切夫市鎮

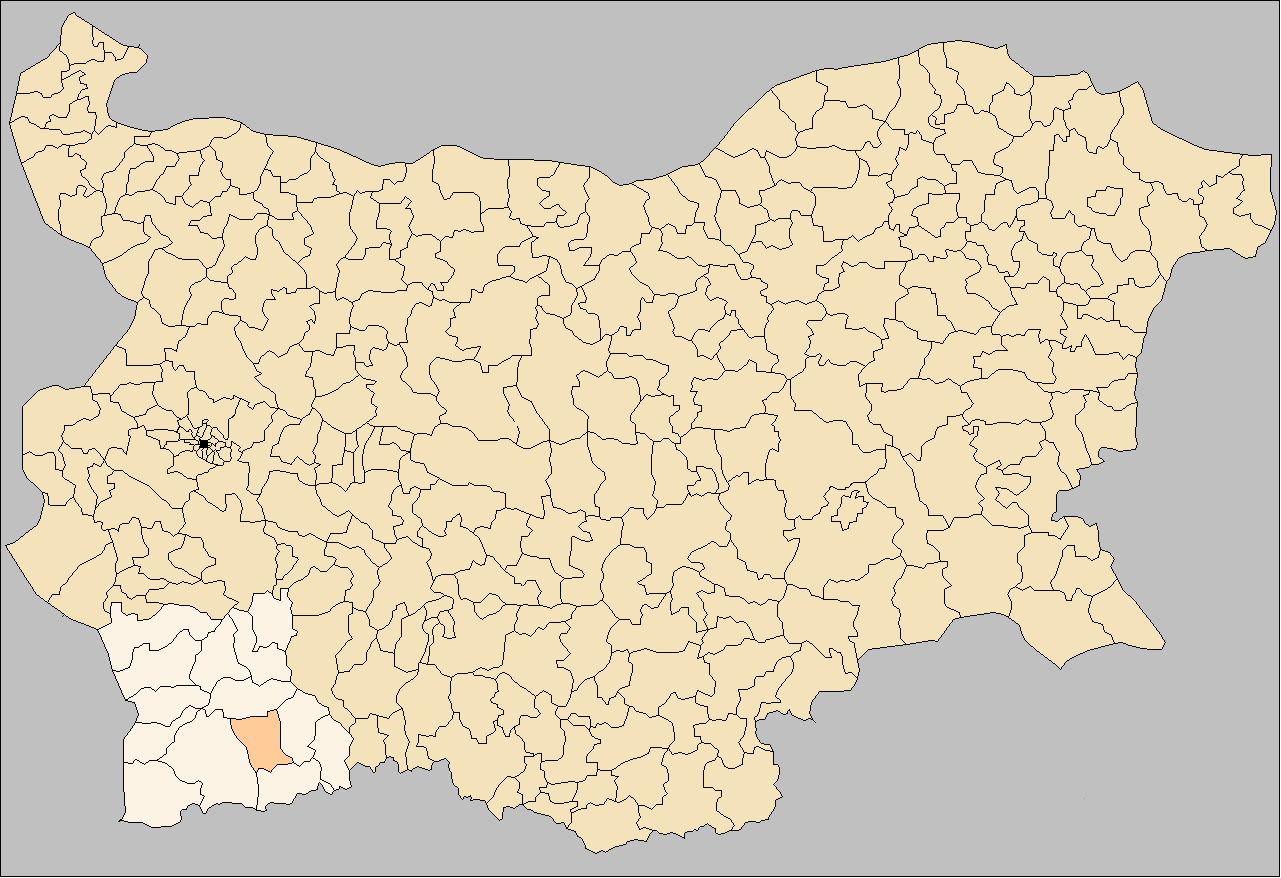

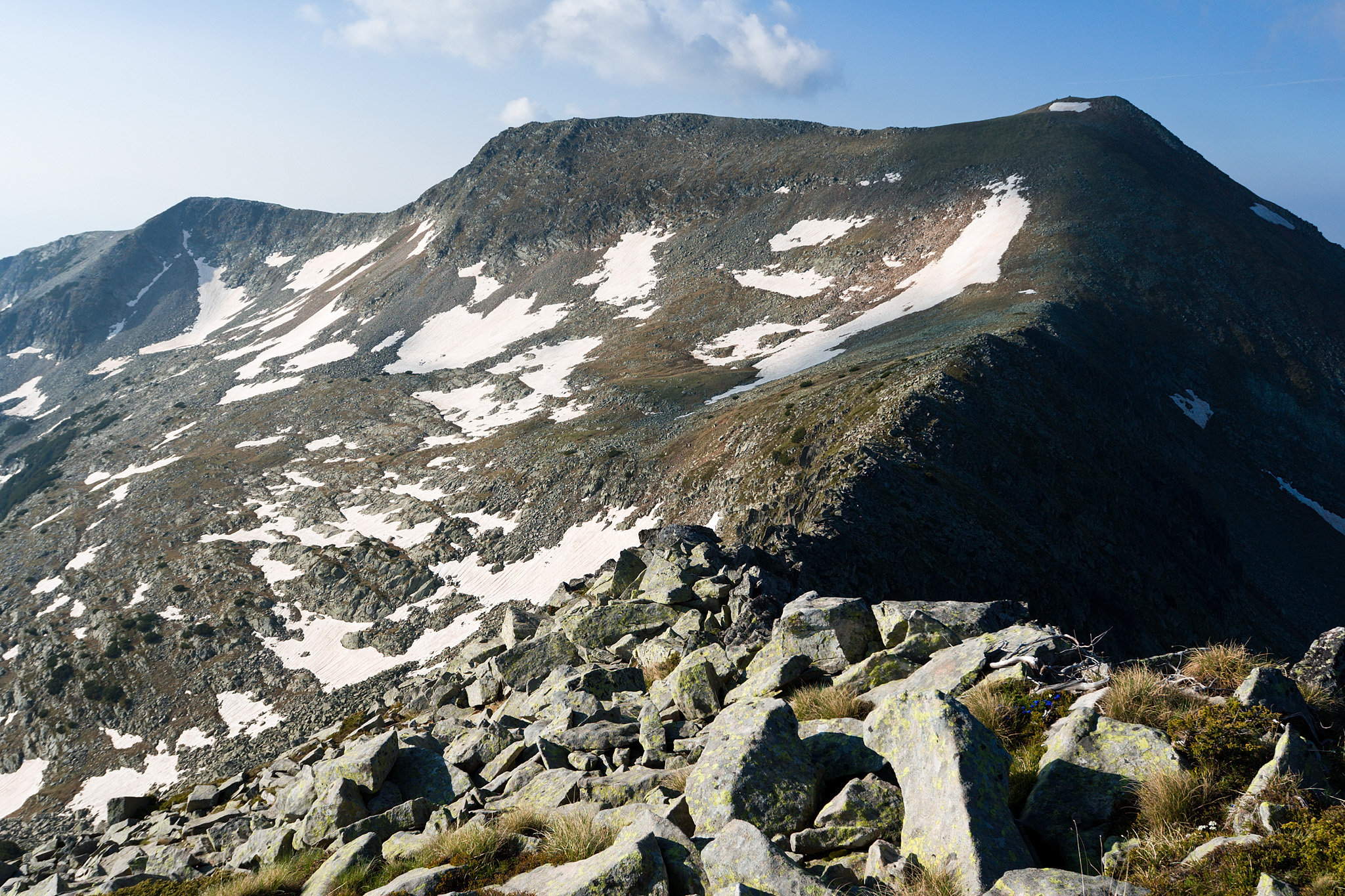

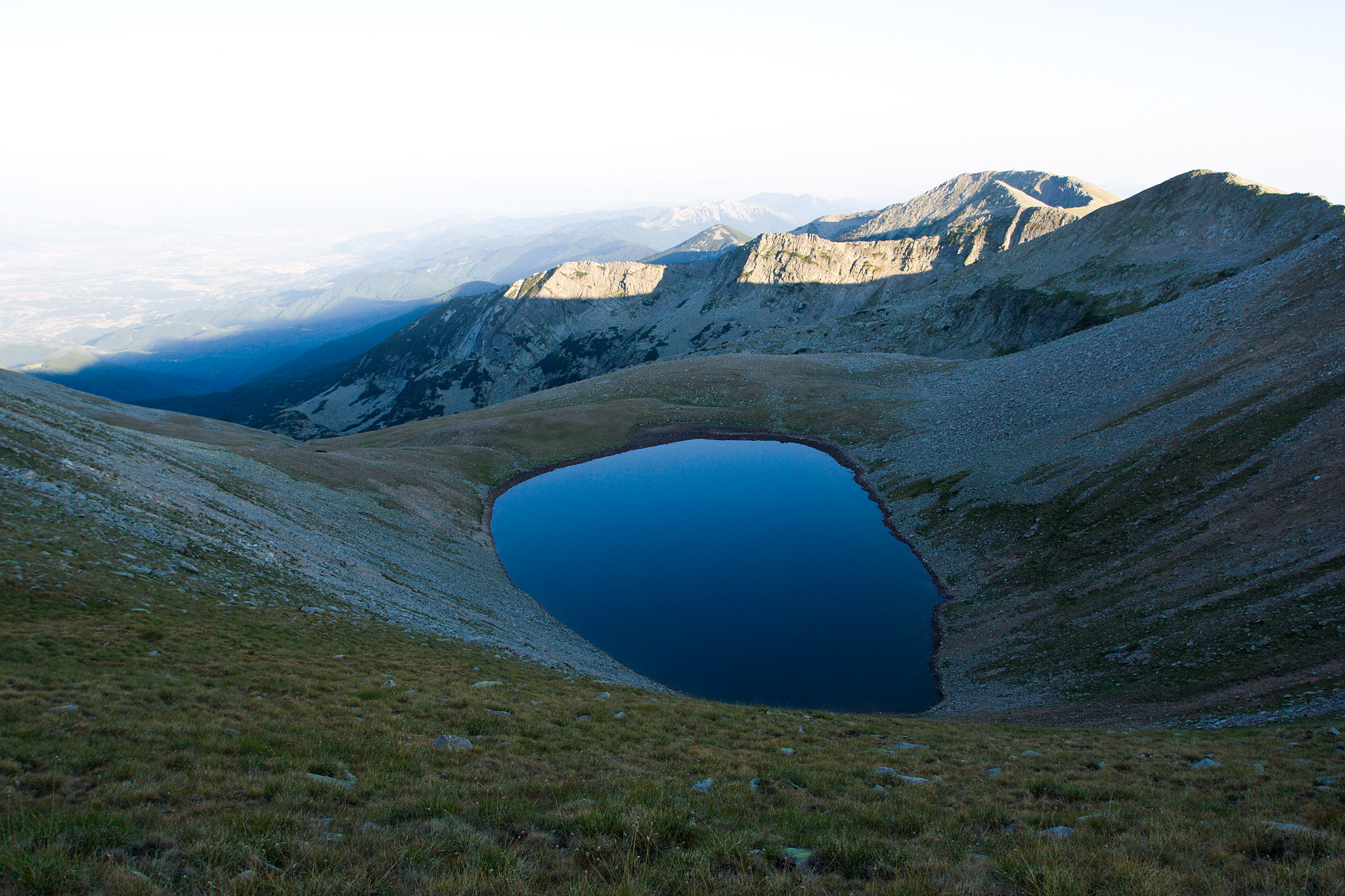

41°34′N 23°44′E / 41.567°N 23.733°E
戈采代爾切夫市鎮，是保加利亞西南部布拉戈耶夫格勒州的市鎮，行政中心为戈采代爾切夫，面積330.21平方公里，海拔高度508米，2011年人口32,525，人口密度每平方公里103人。